# Looking Back
Looking Back (englisch für „Zurückschauen“) ist ein englischsprachiger Popsong, mit dem der finnische Sänger Aksel Kankaanranta die Fernsehsendung Uuden Musiikin Kilpailu 2020 gewann. Mit dem Titel sollte er Finnland beim Eurovision Song Contest 2020 in Rotterdam vertreten.

## Hintergrund und Produktion
Am 21. Januar 2020 wurden die Interpreten für den kommenden Uuden Musiikin Kilpailu vorgestellt, unter welchen sich auch Kankaanranta befand. Am 27. Januar wurde sein Wettbewerbstitel Looking Back der Öffentlichkeit präsentiert. Kankaanranta gewann am 7. März den UMK mit der Höchstpunktzahl der Jury und der zweithöchsten Punktzahl des Publikums.
Der Titel wurde geschrieben von Joonas Angeria, Whitney Phillips, sowie Connor, Riley und Toby McDonough. Angeria produzierte ihn außerdem.

## Musik und Text
Der Titel thematisiere Themen wie Weltschmerz, Liebe und Unvollkommenheit. Der Interpret wolle die Menschen ermutigen, den Tag zu nutzen. Er äußert sich hierzu wie folgt:

“We set all kinds of milestones for our lives. Are they actually of any value, and does achieving them really make us happy?”

„Wir haben alle möglichen Meilensteine für unser Leben gesetzt. Besitzen sie tatsächlich einen Wert und macht es uns wirklich glücklich, sie zu erreichen?“

Der Song besteht aus zwei Strophen. Der Refrain wird zwar jeweils zweimal hintereinander wiederholt, allerdings unterscheidet sich hierbei nur die erste Hälfte, während die zweite Hälfte den gleichen Text hat.

## Beim Eurovision Song Contest
Finnland hätte im zweiten Halbfinale des Eurovision Song Contest 2020 mit diesem Lied auftreten sollen. Aufgrund der fortschreitenden COVID-19-Pandemie wurde der Wettbewerb jedoch abgesagt.

## Rezeption
ESCXtra lobte die Stimme des Sängers, merkte jedoch an, dass der Titel der schlechteste Beitrag des UMK gewesen sei. Es sei nicht möglich, sich an den Song im Nachhinein zu erinnern. Auch Eurovisionary war der Ansicht, dass Erika Vikman die bessere Wahl gewesen wäre. Andererseits wurde die Qualität des Textes gelobt. ESC Kompakt schrieb, dass der Song für den Großteil der Fans „sicher viel zu langweilig“ sei und vermutlich im Halbfinale des ESC an der Qualifikation gescheitert wäre. Es sei ein Lied, auf das man sich einlassen müsse.

## Veröffentlichung
Der Titel wurde am 28. Januar 2020 als Musikstream und Download veröffentlicht.